# Cylindrophis maculatus
Cylindrophis maculatus är en ormart som beskrevs av Carl von Linné 1758. Cylindrophis maculatus ingår i släktet cylinderormar, och familjen Cylindrophiidae. Inga underarter finns listade i Catalogue of Life.
Denna orm förekommer i Sri Lanka. När Linné beskrev arten förtecknade han felaktig att arten skulle leva i Amerika. Honor föder levande ungar (vivipari).